# Corb de mare peruvian
Corbul de mare peruvian (Sula variegata) este o specie de pasăre suliformă din familia Sulidae care trăiește de-a lungul coastelor din Peru și Chile. Distribuția sa este mult mai puțin răspândită decât a altor specii de corbi de mare înrudiți. Este cea mai abundentă specie de pasăre de mare care locuiește pe coasta peruviană și a doua cea mai importantă pasăre de mare producătoare de guano. La mijlocul secolului al XX-lea, populația din Peru a ajuns la 3 milioane de păsări.

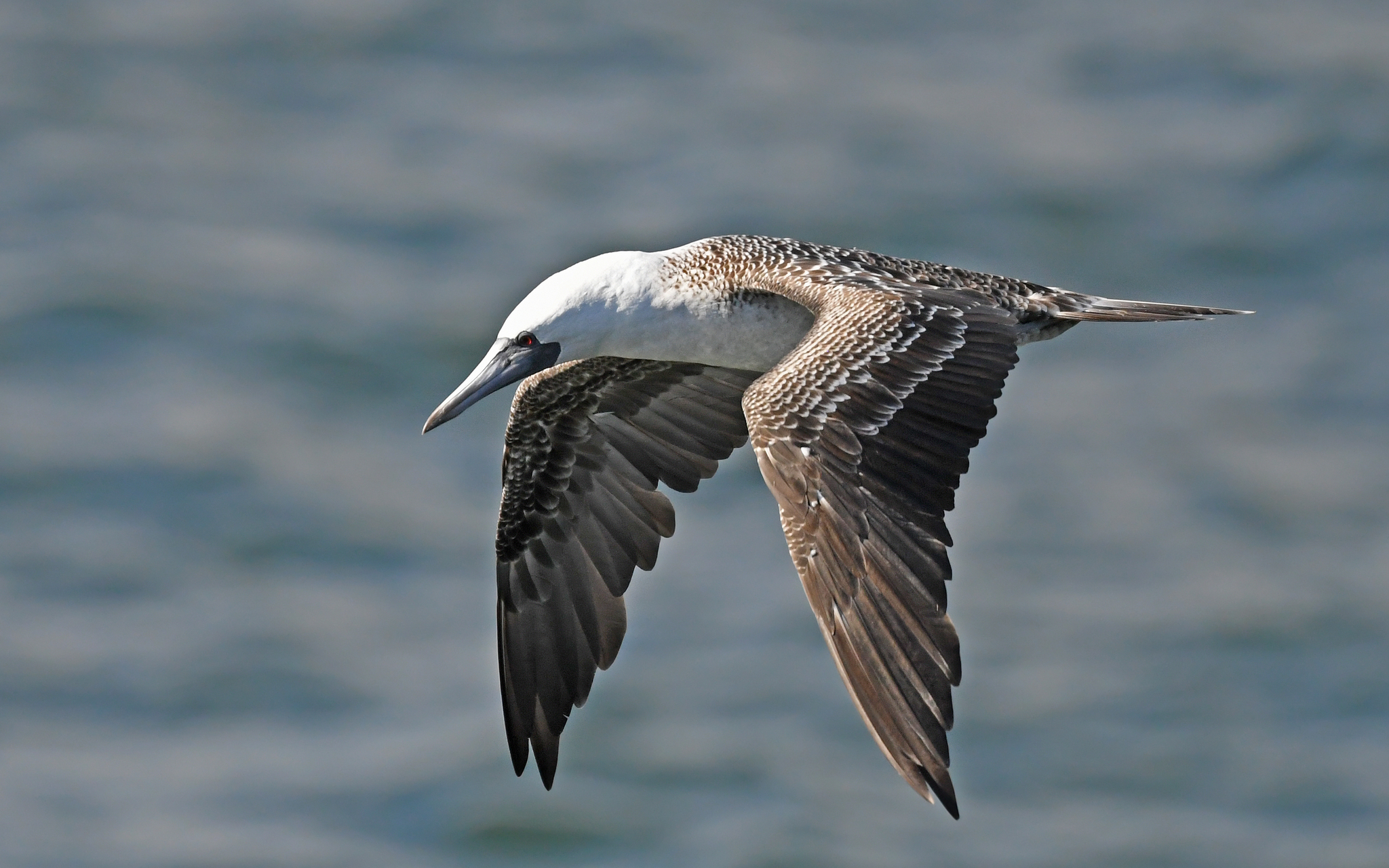
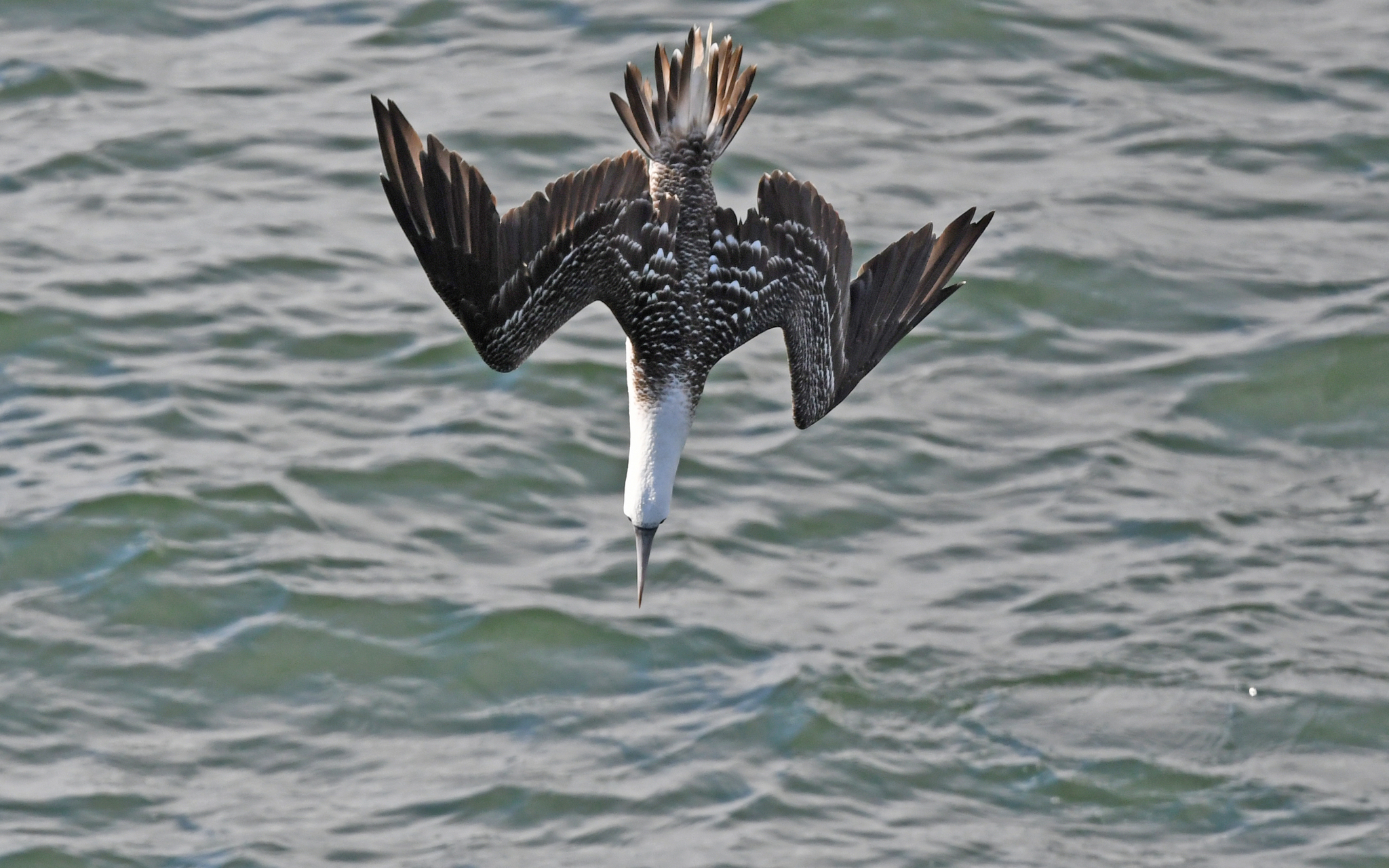